# Kalderari
De Kalderari is een groep van Vlax Romani sprekende mensen in Europa. Velen van deze groep leven in Oekraïne en Moldavië. De Kalderari zijn te beschouwen als een stam binnen de Roma.
Vanouds hadden ze zich gespecialiseerd als kopersmeden en metaalbewerkers. De benaming is afgeleid van het Roemeense woord căldărar, "ketelsmid" (căldare = ketel), wat is terug te leiden tot het Latijnse caldāria.
Oorspronkelijk woonden ze vooral in Roemenië, via Bessarabië (Moldavië) hebben ze zich in het verleden naar het noorden en oosten, onder andere naar Oekraïne, verspreid. Later kwamen ze ook in West-Europa terecht; inmiddels zijn ze de meest over de wereld verbreide groep van de Roma.
Onder de Franse Kalderari verkreeg de schrijver Matéo Maximoff enige bekendheid.
Onder de Zweedse Kalderari was Dimitri Taikon (1879-1950) niet alleen hoofd van een groot familieverband, maar was ook bekend om zijn vertelkunst. Zijn interpretaties van Roma-sprookjes maar ook eigen vormgeving van sagen en sprookjes van Zweden en andere landen waar hij een reizend en werkend bestaan leidde, zijn vastgelegd. Als auteur van kinderboeken is Katarina Taikon (1932-1995) bekend. Zij heeft zich ingezet voor de Roma in Zweden.
In Roemenië wonen nog ongeveer 200.000 Kalderari;  Omdat het werk van een zelfstandig kopersmid niet meer lonend is, kregen ze in de loop van de 20e eeuw ook andere bronnen van inkomen, hoewel ze nog vaak in de metallurgie werkzaam zijn.

## Gewoonten
De traditionele kleding van de Kalderari is een van de beroemdste onder de Roma, en wordt nog steeds gedragen. Gewoonlijk trouwen ze op de zeer jonge leeftijd van 15–20 jaar; op het gebied van hygiene hebben ze strikte gewoontes.

## Bekende Kalderari
- Emil Demeter, schrijver
- Olga Demeter-Charskaya, actrice, zangeres en dichter
- Roman Demeter, dichter
- Vladislav Demeter, journalist, koorleider
- Ronald Lee, Canadees schrijver
- Matéo Maximoff, Roma-Frans schrijver
- Anton Pann, Roma-schrijver, musiccus (uit de regio Walachije)